# Ancyromonas
Ancyromonas es un protista heterótrofo biflagelado con un tamaño menor de 10 µm que se encuentra en hábitats marinos o terrestres. Se moviliza mediante un deslizamiento tambaleante, el flagelo anterior puede ser delgado o puede estar ausente y el posterior se inserta por debajo del ápice de la célula y se desplaza hacia atrás. Sus mitocondrias tienen crestas planas.
Las características del aparato flagelar y la asociación del flagelo posterior al surco, parecen indicar que este microorganismo estaría situado entre los excavados y apusozoos, pero independientememte de los grandes supergrupos, por lo que sus características podrían ser similares a las de los primeros seres eucariotas.